# Pepp Castro
Hermenegildo Pepp Castro (Puerto Barrios; 13 de abril de 1957-Ciudad de Guatemala; 23 de febrero de 2011) fue un futbolista guatemalteco que jugaba como portero.

## Selección nacional
Jugó con la selección de Guatemala en 24 ocasiones. Fue convocado al Preolímpico de Concacaf de 1980 y a las eliminatorias para la Copa Mundial de 1982 y 1986.

## Clubes
| Club                    | País      | Año       |
| ----------------------- | --------- | --------- |
| Juventud Retalteca      | Guatemala | 1978-1989 |
| Comunicaciones (cesión) | Guatemala | 1987      |
| Chiquimulilla           | Guatemala | 1990-1991 |
| Juventud Retalteca      | Guatemala | 1992-1994 |

## Palmarés

### Títulos nacionales
| Título        | Equipo             | País      | Año     |
| ------------- | ------------------ | --------- | ------- |
| Copa Nacional | Juventud Retalteca | Guatemala | 1979    |
| Copa Nacional | Juventud Retalteca | Guatemala | 1984-85 |

### Distinciones individuales
| Distinción                                     | Año  |
| ---------------------------------------------- | ---- |
| Menos vencido de la Liga Nacional de Guatemala | 1987 |